# Nazionale maschile under 21 di calcio a 5 dell'Ucraina
La nazionale di calcio a 5 ucraina Under-21 è la rappresentativa di Calcio a 5 Under-21 dell'Ucraina ed è posta sotto l'egida della Federazione calcistica ucraina.

## Storia
La nazionale ucraina è stata tra le 28 selezioni che hanno partecipato alle qualificazioni per il primo e unico campionato europeo di categoria, dove ha ottenuto l'accesso alla fase finale in Russia nel girone 2 in Polonia, battendo i padroni di casa, la Lituania e la Romania.